# August Ludwig von Nostitz
August Ludwig Ferdinand Conde von Nostitz-Ransen (27 de diciembre de 1777, Zessel, cerca de Öls - 28 de mayo de 1866, en su finca en Zobten, cerca de Löwenberg in Schlesien) fue un general prusiano que actuó como general adjunto de Federico Guillermo III de Prusia.

## Primeros años
August Ludwig nació como el hijo mayor del Conde Georg August von Nostitz-Ransen (1709-1795) y de su esposa la Baronesa Johanna Christine Eleonore von Reiszwitz-Kaderzin (1756-1840). Sus hermanos incluyen al Conde Karl Wilhelm (1783-1850), al Conde Ludwig Georg (1784-1839), la Condesa Eleonore von Dyhrn (1787-1853) y Friederike Henriette von Rosen (1781-1871).

## Carrera militar
Se unió al Ejército prusiano en 1802, abandonándolo en 1810 para retornar en 1813 como oficial de estado mayor de los ulanos de Silesia. Después de la batalla de Bautzen se convirtió en adjunto de Gebhard Leberecht von Blücher.
El 16 de junio de 1815, hacia el final de la batalla de Ligny, Nostitz montó guardia sobre Blücher después de que Blücher cayera aturdido debajo de su caballo y después de que los coraceros franceses pasaran atrayendo la atención de tropas de carga prusianas, quienes montaron el cuerpo de Blücher sobre el caballo del sargento Schneider y lo escoltaron fuera del campo de batalla.
Nostitz se convirtió en mayor general en 1825 y sirvió en el estado mayor general de Nicolás I de Rusia en la guerra ruso-turca (1828-1829).
En 1833 Nostitz se convirtió en vicecomandante de Berlín, después en teniente general en 1838 y comandante del 5.º Regimiento de Húsares (los húsares de Blücher) en 1840. Abandonó el servicio activo en mayo de 1848, fue promovido a general de caballería en 1849 y entre 1850 y 1860 sirvió como embajador prusiano en el Reino de Hannover.

## Matrimonio e hijos
En 1829 August Georg contrajo matrimonio con la Condesa Klara Louise Auguste von Hatzfeldt-Trachenberg (1807-1858), hija del Príncipe Franz Ludwig von Hatzfeldt-Trachenberg (1756-1827) y de la Condesa Friederike von der Schulenburg-Kennerth (1779-1832). Tuvieron un hijo y dos hijas:
- Condesa Maria von Nostitz-Ransen (n. 1832)
- Condesa Anna von Nostitz-Ransen (1833-1870); desposó al Conde Alexander von Strachwitz von Gross-Zauche und Camminetz (1817-1866) y tuvieron descendencia.
- Conde Wilhelm Friedrich von Nostitz-Ransen (1835-1916); desposó a Eleonore Alexandrine von Johnston und Kroegeborn (1868-1938) y tuvieron descendencia

## Honores
Recibió las siguientes órdenes y condecoraciones:
- Reino de Prusia:
  - Caballero del Águila Negra, con Collar
  - Caballero del Águila Roja, 1.ª Clase
  - Pour le Mérite, con Hojas de Roble
  - Cruz de Hierro, 1.ª Clase
  - Cruz al Servicio
- Imperio austríaco:
  - Caballero de la Orden Militar de María Teresa
  - Caballero de la Orden imperial de Leopoldo
- Reino de Baviera: Gran Cruz del Mérito de la Corona Bávara
- Ducado de Brunswick: Gran Cruz de Enrique el León
- Reino de Hannover: Gran Cruz de la Orden Real Güélfica
- Hohenzollern: Cruz de Honor de la Principesca Orden de Hohenzollern, 1.ª Clase
- Gran Ducado de Oldemburgo: Gran Cruz de la Orden de Pedro Federico Luis
- Imperio ruso:
  - Caballero de San Alejandro Nevski
  - Caballero del Águila Blanca
  - Caballero de Santa Ana, 1.ª Clase
  - Caballero de San Estanislao, 1.ª Clase
  - Caballero de San Jorge, 4.ª Clase
  - Caballero de San Vladimiro, 2.ª Clase
- Sajonia-Weimar-Eisenach: Comandante del Halcón Blanco, 2.ª Clase
- Suecia: Caballero de la Espada